# Crioturbazione
Nei gelisol (suoli di permafrost), la crioturbazione si riferisce alla mescolanza di materiali compresi nei vari livelli del suolo fino alla roccia in posto a causa del processo ripetuto di gelo e disgelo.
La crioturbazione si verifica in misura variabile nella maggior parte dei gelisol. L'origine della crioturbazione risiede nel modo in cui, durante l'autunno, il congelamento ripetuto del suolo provoca la formazione di cunei di ghiaccio nelle parti più facilmente erodibili della roccia madre. Se questa è dura, può causare un'erosione abbastanza profonda della roccia nel corso di molti anni. Nel corso di questo processo continuo, durante l'estate, quando uno strato attivo si forma nel suolo, questo materiale eroso può facilmente muoversi sia dalla superficie del suolo verso il basso che dal piano del permafrost verso l'alto.
Quando questo processo succede, il materiale del suolo superiore gradualmente si essicca (dato che l'umidità del suolo si muove dalla strato superficiale caldo a quello più freddo nella parte superiore del permafrost) in modo da formare una struttura granulare con molte caratteristiche forme cristalline (come le lenti di ghiaccio). La separazione dei materiali con grana fine da quelli grossolani produce conformazioni peculiari nei diversi tipi di suolo.
L'estensione della crioturbazione nei gelisol varia in modo considerevole, molto più nei siti esposti (dove i turbel dominano dappertutto) che in quelli al riparo come le valli (dove gli orthel non sono influenzati in modo significativo dalla  crioturbazione).